# Jingsuiïta
La jingsuiïta és un mineral de la classe dels elements natius. Rep el nom per Jingsui Yang (6 de juny de 1950 -) de l'Acadèmia Xinesa de Ciències Geològiques.

## Característiques
La jingsuiïta és un borur de fórmula química TiB₂, sent el primer mineral borur descobert a la natura. Es tracta d'una espècie aprovada per l'Associació Mineralògica Internacional, i publicada per primera vegada el 2022. Cristal·litza en el sistema hexagonal.
L'exemplar que va servir per a determinar l'espècie, el que es coneix com a material tipus, es troba conservat a la col·lecció mineralògica del Museu Geològic de la Xina, a Beijing (República Popular de la Xina), amb el número de registre: m13816.

## Formació i jaciments
Va ser descoberta a l'ofiolita de Luobusha, situada al comtat de Qusum de la prefectura de Shannan (Tibet, República Popular de la Xina), on es va trobar en forma d'un gra arrodonit d'uns 40 μm de diàmetre, associat a corindó, deltalumita, osbornita i khamrabaevita. També ha estat descrita al complex magmàtic de Rakefet, al mont Carmel (Haifa, Israel). Aquests dos indrets són els únics de tot el planeta on ha estat descrita aquesta espècie mineral.